# Krummendeich
Krummendeich is een gemeente in de Duitse deelstaat Nedersaksen. De gemeente maakt deel uit van de Samtgemeinde Nordkehdingen in het Landkreis Stade.
Krummendeich telt 459 inwoners.
Krummendeich is een oud dijkdorp aan de Elbe. Belangrijke middelen van bestaan zijn de landbouw, de fruitteelt en het fietstoerisme.  Bij het dorp bevindt zich een windmolenpark.

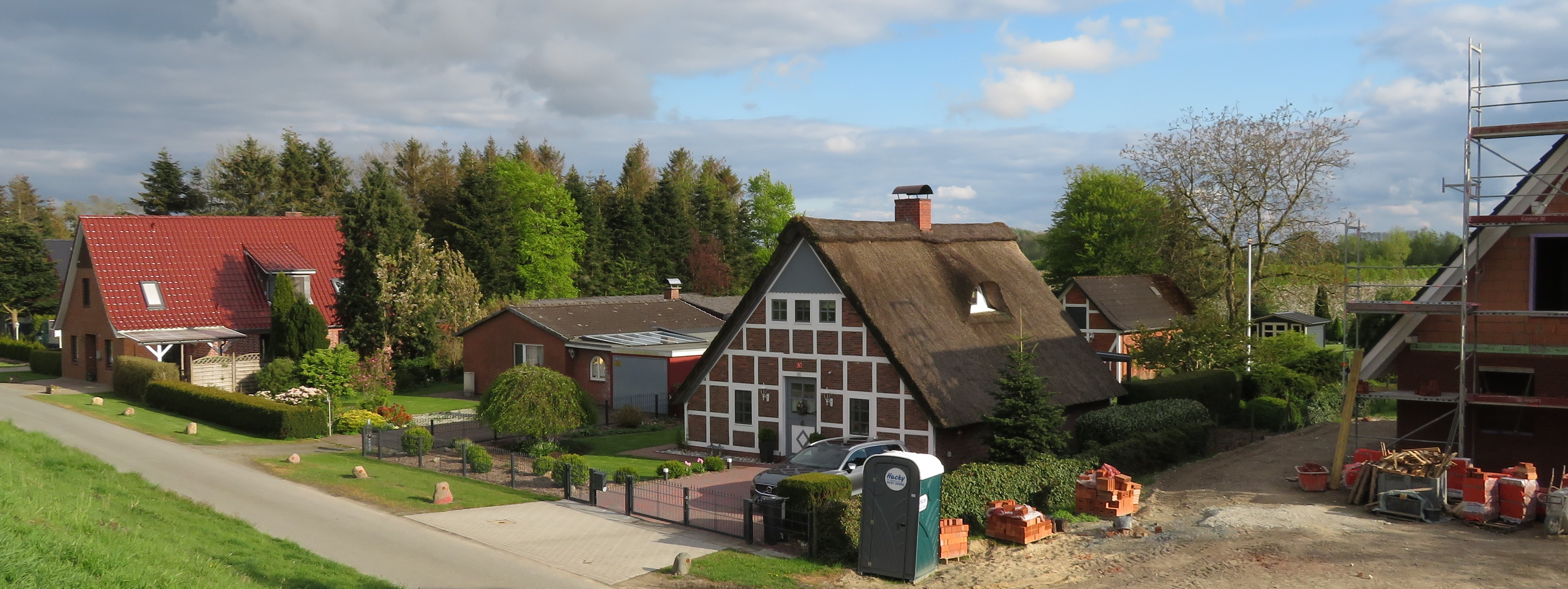
Huizen aan de winterdijk van de Elbe, Krummendeich
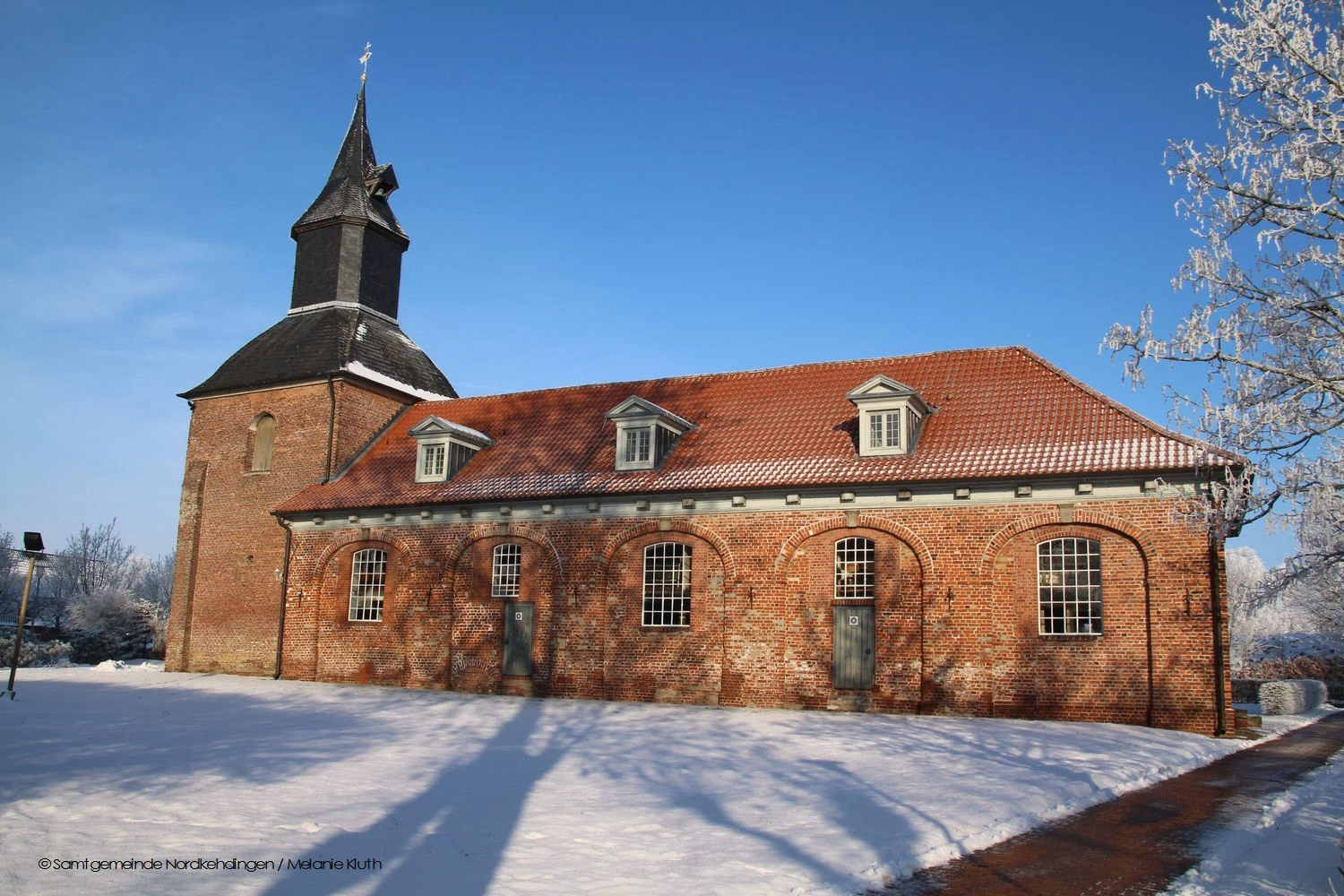
Evangelisch-lutherse Sint-Nicolaaskerk (1709), Krummendeich

Agathenburg · 
Ahlerstedt · 
Apensen · 
Balje · 
Bargstedt · 
Beckdorf · 
Bliedersdorf · 
Brest · 
Burweg · 
Buxtehude · 
Deinste · 
Dollern · 
Drochtersen · 
Düdenbüttel · 
Engelschoff · 
Estorf · 
Fredenbeck · 
Freiburg (Elbe) · 
Großenwörden · 
Grünendeich · 
Guderhandviertel · 
Hammah · 
Harsefeld · 
Heinbockel · 
Himmelpforten · 
Hollern-Twielenfleth · 
Horneburg · 
Jork · 
Kranenburg · 
Krummendeich · 
Kutenholz · 
Mittelnkirchen · 
Neuenkirchen · 
Nottensdorf · 
Oederquart · 
Oldendorf · 
Sauensiek · 
Stade · 
Steinkirchen · 
Wischhafen